# Nesodillo silvestris
Nesodillo silvestris là một loài chân đều trong họ Armadillidae. Loài này được Jackson miêu tả khoa học năm 1930.